# Château de Bois-Héroult
Le château de Bois-Héroult est une demeure de la fin du XVIIe siècle qui se dresse sur le territoire de la commune française de Bois-Héroult, dans le département de la Seine-Maritime, en région Normandie.
Le château, propriété privée ouvert à la visite, de juin à septembre, est partiellement inscrit au titre des monuments historiques.

## Localisation
Le château est situé sur la commune de Bois-Héroult, dans le département français de la Seine-Maritime.

## Historique
Le site est à l'origine occupé par un ancien château fort acquis en 1531 de Charles de Bourbon-Vendôme par la famille de Moy qui à la fin du XVIe siècle fait élever un château de plaisance. L'édifice est vendu en 1630 par le marquis de Moy, Henri de Lorraine, à Pierre de Bonissent, conseiller au Parlement de Normandie.
Le château actuel a été édifié, à proximité du précédent, de 1715 à 1720 par Louise de Bonissent de Buchy et Jacques de Civille-Saint Mards, dont les descendants le conservèrent jusqu'en 1979.

## Description
Le château de style classique bâti en brique de Saint-Jean, et couvert d'un très haut comble d'ardoise a été entièrement restauré dans les années 1970.
À l'intérieur, la rampe en fer forgé du grand escalier a été offerte en 1740 par l'abbé de Saint-Wandrille à sa nièce, Marie-Anne de Chastenet-Puységur à l'occasion de son mariage avec Pierre de Civille-Saint Mards,.

## Protection
Au titre des monuments historiques :
- les façades et toitures ; les grand et petit escaliers ; les grand et petit salons sont inscrits par arrêté du 1er avril 1966 ;
- les parties ordonnancées du parc, soit les perspectives sud-est et nord-ouest avec les plantations et l'ensemble des aménagements de jardins, ainsi que le colombier et le grand commun sont inscrites par arrêté du 23 décembre 1996.

L'arrêté d'inscription du 4 septembre 2023 se substitue aux deux précédents.